# Jazzmobile
Jazzmoblie is een Amerikaanse jazz-organisatie, die werd opgericht in 1964.

## Geschiedenis
De in New York gevestigde organisatie Jazzmobile werd in 1964 opgericht door de pianist, jazzauteur en docent Billy Taylor. Sindsdien organiseerde Jazzmobile vrij toegankelijke open-air-evenementen, waarbij ze jazzmuzikanten in de vijf districten van New York, Washington D.C., Maryland, Virginia, Essex County, New Jersey en Westchester County en in enkele steden in de staat New York presenteerde. De concerten werden door de New Yorkse cultuurinstanties zoals de State Council on the Arts en het New York City Department of Cultural Affairs en verdere sponsors en stichtingen ondersteund, waartoe de brouwerij Anheuser-Busch, de ASCAP Foundation, de Louis Armstrong Educational Foundation en de Billy Taylor Foundation behoorden. Bij de open-air-concerten stelde Jazzmobile vijf tot tien bands voor op het gebied van afro-latin en jazz. 
Jazzmobile leende zich niet als ledenorganisatie. Bij voorkeur zouden door een multimedia-aanpak van de verbinding met verschillende kunsten als muziek, dans, drama, lyriek en mediakunst studenten de mogelijkheid krijgen om zich creatief te ontwikkelen. Productie-coördinator was vanaf 1977 Johnny Garry, die de concertreeksen Jazzmobile Free Outdoors Summer Mobile en Philip Morris Super (Jazz) Band on Tour produceerde.
Tijdens de eerste jaren van het programma speelden muzikanten als John Coltrane, Jimmy Heath, Dizzy Gillespie, Pharoah Sanders, Albert Ayler, Archie Shepp, Sun Ra, Horace Silver, Cecil Taylor en verdere Afro-Amerikaanse muzikanten tijdens buurtfestivals. In 1990 vond ter ere van de oprichter Billy Taylor een Jazzmobile's Tribute Concert plaats in het kader van het jaarlijkse JVC Jazz Festival, waarbij Nancy Wilson, het Ahmad Jamal Trio en het Terence Blanchard Quintet optraden. In het Jazzmobile-programma doceerden in de loop van het bestaan o.a. Stanton Davis, Kenny Dorham, Frank Foster, Billy Mitchell, Joe Newman, Jimmy Owens, Charlie Persip, Benny Powell, Frank Wess, Chris White, Ernie Wilkins, Mary Lou Williams, Michele Hendricks, Charles Davis, Roland Guerrero en Ronnie Mathews. Tot de talrijke studenten van de Jazzmobile behoorden o.a. Roy Campbell, Wayne Escoffery en Talib Kibwe.
Ondertussen is het muziekpedagogische programma van Jazzmobile tot een algemene uitgeverij en platenfirma  worden uitgebreid.